# بیستون یکم
شرف‌الدوله استندار بیستون پور زرین‌کمر یا بیستون یکم بیست و سومین فرمانروای دودمان پادوسپانیان بود که میان سال‌های ۶۱۰ تا ۶۱۵ هجری در رویان و گیلان حکومت داشت. بیستون همچنین به استندار کچل (به طبری: کله استندار) نیز معروف بود.
بیستون پس از آن به حکومت پادوسپانی دست یافت که اسپهبدان باوندیان، که پیشتر پادوسپانان از آن‌ها تبعیت می‌کردند، به دست خوارزمشاهیان نابود شده بودند. اهل گیلان و دیلم که متوجه این مسئله شدند، برای استقلال از پادوسپانیان شوریدند ولی بیستون آن‌ها را سرکوب کرد. وی همواره مسلح بود و حتی در جشن‌ها لباس رزم به تن می‌پوشید. بیستون برای مدتی پایتخت و محل اقامت خود را به کوهستان‌های لاهیجان منتقل کرده‌بود.
دوران کوتاه پنج‌سالهٔ بیستون مقارن با حمله مغول به ایران است. پس از مرگ او، پسرش ناماور که در خوارزم ملازم سلطان بود، به رویان بازگشت و صاحب تخت پدر شد. مادلونگ درگذشت او را در سال ۶۲۰ هجری و ۱۲۲۳ میلادی ثبت کرده‌است.